# Ureaplasma cati
Ureaplasma cati è una specie di batterio appartenente alla famiglia delle Mycoplasmataceae.